# Tularosa Original Townsite District
Le Tularosa Original Townsite District est un district historique américain à Tularosa, dans le comté d'Otero, au Nouveau-Mexique. Composé de bâtiments qui présentent une architecture remarquable, notamment dans les styles Mission Revival et Pueblo Revival, il fait partie des New Mexico State Register of Cultural Properties depuis le 20 octobre 1978 et est inscrit au Registre national des lieux historiques depuis le 2 février 1979.